# Касунгу
Касунгу е една от 28-те области на Малави. Разположена е в централния регион на страната и граничи със Замбия. Столицата на областта е град Касунгу.
Площта е 8017 км², а населението (по преброяване от септември 2018 г.) е 842 953 души.